# Стемец, Пол
Пол Эдвард Стемец (англ. Paul Edward Stamets, род. 17 июля 1955 года) — американский миколог-любитель и предприниматель, продающий различные грибные продукты. Он пропагандирует использование лекарственных грибов в медицине и микоремедиацию.

## Личная жизнь
Стемец родился в Сейлеме, штат Огайо. Вырос в Колумбиане (штат Огайо) вместе со старшим братом Джона, братом-близнецом Норфом (англ. North) и другими младшими детьми. Он окончил Колледж Вечнозелёного штата в Олимпии, штат Вашингтон, со степенью бакалавра в 1979 году.
Стемец женат на Кэролайн Яо. У него двое детей от предыдущего брака, один ребёнок назван в честь галлюциногенного гриба.

## Микологический интерес
Стемец утверждает, что интерес к микологии ему привил брат Джон. Стемец изучал микологию будучи студентом. Не имея академической подготовки выше степени бакалавра, Стамец начал свою карьеру в лесу в качестве лесоруба и в основном занимался самообразованием в области микологии.
Пол Стамец получил награду Invention Ambassador (2014—2015) от Американской ассоциации содействия развитию науки (AAAS).

## В поп-культуре
24 сентября 2017 года в эфире «Си-Би-Эс» вышел научно-фантастический телевизионный сериал «Звёздный путь: Дискавери», в котором один из персонажей носит имя Стемец. Командующему лейтенанта Полу Стемецу, главному инженеру USS Discovery и астромикологу, приписывают обнаружение мицелиальной сети, которая обеспечивает продвинутый привод спор. Также Стемец играет значительную роль в документальном фильме «Фантастические грибы» 2019 года.

## Работы
- Фантастические грибы: как грибы могут лечить, менять сознание и спасать планету (2019, ISBN 1683837045 и ISBN 978-1683837046)
- Бегущий мицелий: как грибы могут помочь спасти мир (2005, ISBN 1-58008-579-2)
- Псилоцибин Грибы Мира (1996, ISBN 0-89815-839-7)
- Выращивание гурманов и лекарственных грибов (1996, ISBN 1-58008-175-4)
- Псилоцибе Грибы и их союзники (1978), Homestead Book Company, ISBN 0-930180-03-8